# Angela Moldovan
Angela Moldovan (Chisináu, 19 de septiembre de 1927 -  Bucarest, 13 de octubre de 2013) fue una cantante de música popular y actriz rumana, más conocida por sus papeles en el musical Veronica y su secuela Veronica se întoarce.

## Biografía
Aunque nació en Chisináu, se trasladó con su familia a Targu Mures, y luego Timisoara y Suceava.
Se graduó en la escuela secundaria de Suceava, y el Conservatorio de Cluj. Su debut en la opera fue en 1950 en Cluj, donde se desempeñó durante cuatro años.
Estrictamente por razones familiares, la cantante se vio obligada a trasladarse a Bucarest. En 1953 se convirtió en solista del Ensemble "Barbu Lautaru". Posteriormente el conjunto es compatible con el "Skylark". Luego ganó un concurso para el cargo de solista y comenzó a cantar en varios shows.
Actuó en numerosas óperas, como "Bodas de Fígaro" (Mozart), "Rigoletto" (Verdi), "Hansel y Gretel" (Humperdinck). Murió el domingo a los 86 años de edad, debido a problemas cardiacos.